# Троицко-Печорский район
Троицко-Печорский район (коми Мылдін район) — административно-территориальная единица и муниципальное образование (муниципальный район) в составе Республики Коми Российской Федерации.
Административный центр — пгт Троицко-Печорск.

## География
Троицко-Печорский район находится на юго-востоке Республики Коми в бассейне Верхней Печоры, граничит с территориями муниципальных районов Вуктыл, Сосногорск, Усть-Куломским районом, а также с Пермским краем, Свердловской областью и Ханты-Мансийским автономным округом. Территория района составляет 40,7 тыс. км². По площади это одно из самых больших муниципальных образований республики после Усть-Цилемского района.
Рельеф района — холмистая равнина, разделённая речной сетью. С востока район окружают Уральские горы. По западной части проходит Тиманский кряж. По территории района протекает одна из наиболее крупных рек европейской части России — Печора. Реки, протекающие на территории муниципального образования (наиболее крупные из них — Унья и Илыч), относятся к бассейну р. Печоры.

### Климат
Климат умеренно континентальный с холодной продолжительной зимой и коротким прохладным летом. Годовая амплитуда температуры воздуха равняется 34°С. Среднегодовая температура воздуха составляет от −1°С до −2°С. Среднемесячная температура января составляет −18°С, июля +16°С. Число дней в году со среднесуточной температурой выше 0°С — 170—180. Среднегодовое количество осадков 556 мм.
Троицко-Печорский район приравнен к районам Крайнего Севера.

## История
В начале марта 1920 года бой под Троицко-Печорском был последним сражением Гражданской войны в Коми крае, в котором участвовали регулярные части Белой армии. Несколькими днями позднее остатки белогвардейского гарнизона сдались в селе Усть-Щугоре. Летом 1920 года в Чердынском уезде был создан Троицко-Печорский район, в который вошли Троицко-Печорская, Савиноборская и Щугорская волости. 2 мая 1922 года эти три волости переданы в состав образованной в 1921 году Автономной области Коми (Зырян). 
В соответствии с постановлением Президиума ВЦИК от 14 января 1929 года на территории РСФСР было решено с 1 октября 1929 года образовать Северный край с центром в Архангельске, в состав которого вошла и Автономная область Коми (Зырян). В 1929 году было проведено реформирование системы административного деления Северного края. Коми область разделена на районы, включавшие 135 сельсоветов. 
20 февраля (по другим данным, 10 февраля) 1931 года в составе АО Коми (Зырян) был образован Троицко-Печорский район, выделившийся из Усть-Куломского района.
В декабре 1949 года к Троицко-Печорскому району Коми АССР были присоединены Курьинский и Усть-Уньинский сельские советы из состава Ныробского района Молотовской области.

## Население
| 2002    | 2009    | 2010    | 2011    | 2012    | 2013    | 2014    | 2015    | 2016    |
| ------- | ------- | ------- | ------- | ------- | ------- | ------- | ------- | ------- |
| 17 610  | ↘15 586 | ↘13 925 | ↘13 817 | ↘13 350 | ↘12 945 | ↘12 435 | ↘12 042 | ↘11 724 |
| 2017    | 2018    | 2019    | 2020    | 2021    | 2024    |         |         |         |
| ↘11 498 | ↘11 206 | ↘10 886 | ↘10 612 | ↘10 159 | ↘9461   |         |         |         |

### Урбанизация
В городских условиях (пгт Троицко-Печорск) проживают  61,56 % населения района.

### Национальный состав
По переписи 2010 года:  
- Всего — 13925 чел.
- русские — 8691 чел. (63,9 %),
- коми — 3567 чел. (26,2 %),
- украинцы — 582 чел. (4,3 %)
- белорусы — 192 чел. (1,4 %)
- указавшие национальность — 13595 чел. (100,0 %).

По итогам переписи населения 2020 года проживали следующие национальности (национальности менее 0,1 % и другое, см. в сноске к строке «Другие»):
| Национальность | Численность, чел. | Доля     |
| -------------- | ----------------- | -------- |
| Русские        | 7442              | 73,26 %  |
| Коми           | 1994              | 19,63 %  |
| Украинцы       | 228               | 2,24 %   |
| Белорусы       | 68                | 0,67 %   |
| Молдаване      | 31                | 0,31 %   |
| Немцы          | 29                | 0,29 %   |
| Коми-пермяки   | 28                | 0,28 %   |
| Татары         | 26                | 0,26 %   |
| Чуваши         | 17                | 0,17 %   |
| Удмурты        | 16                | 0,16 %   |
| Мордва         | 15                | 0,15 %   |
| Башкиры        | 14                | 0,14 %   |
| Другие         | 251               | 2,44 %   |
| Итого          | 10 159            | 100,00 % |

## Административно-территориальное устройство
Административно-территориальное устройство, статус и границы Троицко-Печорского района установлены Законом Республики Коми от 6 марта 2006 года № 13-РЗ «Об административно-территориальном устройстве Республики Коми»
Район включает 11 административных территорий:
| №  | Административная территория                                                | Административный центр        | Населённые пункты                                                                  | Количество населённых пунктов |
| -- | -------------------------------------------------------------------------- | ----------------------------- | ---------------------------------------------------------------------------------- | ----------------------------- |
| 1  | посёлок городского типа Троицко-Печорск с подчинённой ему территорией      | пгт Троицко-Печорск           | пгт Троицко-Печорск, д. Большая Сойва                                              | 2                             |
| 2  | посёлок сельского типа Знаменка с подчинённой ему территорией              | посёлок Знаменка              | пст Знаменка, д. Мамыль                                                            | 2                             |
| 3  | посёлок сельского типа Комсомольск-на-Печоре с подчинённой ему территорией | посёлок Комсомольск-на-Печоре | пст Комсомольск-на-Печоре, д. Бердыш, д. Светлый Родник, с. Усть-Унья              | 4                             |
| 4  | село Куръя с подчинённой ему территорией                                   | село Куръя                    | с. Куръя, с. Волосница, д. Пачгино                                                 | 3                             |
| 5  | посёлок сельского типа Митрофан-Дикост с подчинённой ему территорией       | посёлок Митрофан-Дикост       | пст Митрофан-Дикост, д. Ваньпи, д. Кодач, пст Мирный, д. Митрофаново, пст Тимушбор | 6                             |
| 6  | посёлок сельского типа Мылва с подчинённой ему территорией                 | посёлок Мылва                 | Мылва, пст Белый Бор, пст Шерляга                                                  | 3                             |
| 7  | посёлок сельского типа Нижняя Омра с подчинённой ему территорией           | посёлок Нижняя Омра           | пст Нижняя Омра, пст Бадьёль, д. Гришестав                                         | 3                             |
| 8  | село Покча с подчинённой ему территорией                                   | село Покча                    | с. Покча, пст Русаново, д. Скаляп                                                  | 3                             |
| 9  | посёлок сельского типа Приуральский с подчинённой ему территорией          | посёлок Приуральский          | пст Приуральский, д. Еремеево                                                      | 2                             |
| 10 | село Усть-Илыч с подчинённой ему территорией                               | село Усть-Илыч                | с. Усть-Илыч, пст Мишкин-Ёль, пст Палью                                            | 3                             |
| 11 | посёлок сельского типа Якша с подчинённой ему территорией                  | посёлок Якша                  | пст Якша                                                                           | 1                             |

д. — деревня
пгт — посёлок городского типа
пст — посёлок сельского типа
с. — село

## Муниципально-территориальное устройство
В Троицко-Печорский муниципальный район входят одно городское поселение и десять сельских поселений:
| №        | Муниципальное образование | Административный центр        | Количество населённых пунктов | Население (чел.) | Площадь (км²) |
| -------- | ------------------------- | ----------------------------- | ----------------------------- | ---------------- | ------------- |
| 1e-06    | Городское поселение       |                               |                               |                  |               |
| 1        | Троицко-Печорск           | пгт Троицко-Печорск           | 2                             | ↘5850            | 41,79         |
| 1.000002 | Сельское поселение        |                               |                               |                  |               |
| 2        | Знаменка                  | посёлок Знаменка              | 2                             | ↘146             | 27,45         |
| 3        | Комсомольск-на-Печоре     | посёлок Комсомольск-на-Печоре | 4                             | ↘527             | 478,47        |
| 4        | Куръя                     | село Куръя                    | 3                             | ↗92              | 175,42        |
| 5        | Митрофан-Дикост           | посёлок Митрофан-Дикост       | 6                             | ↗281             | 160,46        |
| 6        | Мылва                     | посёлок Мылва                 | 3                             | ↘636             | 8,37          |
| 7        | Нижняя Омра               | посёлок Нижняя Омра           | 3                             | ↘566             | 6,77          |
| 8        | Покча                     | село Покча                    | 3                             | ↘297             | 2,49          |
| 9        | Приуральский              | посёлок Приуральский          | 2                             | ↘437             | 2,13          |
| 10       | Усть-Илыч                 | село Усть-Илыч                | 3                             | ↘341             | 2,78          |
| 11       | Якша                      | посёлок Якша                  | 1                             | ↘670             | 5,48          |

## Населённые пункты
В состав района входят 32 населённых пункта.
| №  | Населённый пункт      | Тип     | Население | Муниципальное образование |
| -- | --------------------- | ------- | --------- | ------------------------- |
| 1  | Бадьёль               | посёлок | ↘109      | Нижняя Омра               |
| 2  | Белый Бор             | посёлок | ↘222      | Мылва                     |
| 3  | Бердыш                | деревня | 8         | Комсомольск-на-Печоре     |
| 4  | Большая Сойва         | деревня | ↘26       | Троицко-Печорск           |
| 5  | Ваньпи                | деревня | 1         | Митрофан-Дикост           |
| 6  | Волосница             | деревня | 20        | Куръя                     |
| 7  | Гришестав             | деревня | 13        | Нижняя Омра               |
| 8  | Еремеево              | деревня | 198       | Приуральский              |
| 9  | Знаменка              | посёлок | ↘291      | Знаменка                  |
| 10 | Кодач                 | деревня | 13        | Митрофан-Дикост           |
| 11 | Комсомольск-на-Печоре | посёлок | ↘933      | Комсомольск-на-Печоре     |
| 12 | Куръя                 | село    | ↘73       | Куръя                     |
| 13 | Мамыль                | деревня | 15        | Знаменка                  |
| 14 | Мирный                | посёлок | 59        | Митрофан-Дикост           |
| 15 | Митрофан-Дикост       | посёлок | ↘351      | Митрофан-Дикост           |
| 16 | Митрофаново           | деревня | 6         | Митрофан-Дикост           |
| 17 | Мишкин-Ёль            | посёлок | 15        | Усть-Илыч                 |
| 18 | Мылва                 | посёлок | ↘604      | Мылва                     |
| 19 | Нижняя Омра           | посёлок | ↗1119     | Нижняя Омра               |
| 20 | Палью                 | посёлок | 190       | Усть-Илыч                 |
| 21 | Пачгино               | деревня | 26        | Куръя                     |
| 22 | Покча                 | село    | ↘312      | Покча                     |
| 23 | Приуральский          | посёлок | ↘450      | Приуральский              |
| 24 | Русаново              | посёлок | 262       | Покча                     |
| 25 | Светлый Родник        | деревня | 3         | Комсомольск-на-Печоре     |
| 26 | Скаляп                | деревня | 20        | Покча                     |
| 27 | Тимушбор              | посёлок | 83        | Митрофан-Дикост           |
| 28 | Троицко-Печорск       | пгт     | ↘5824     | Троицко-Печорск           |
| 29 | Усть-Илыч             | село    | ↘415      | Усть-Илыч                 |
| 30 | Усть-Унья             | село    | 60        | Комсомольск-на-Печоре     |
| 31 | Шерляга               | посёлок | 27        | Мылва                     |
| 32 | Якша                  | посёлок | ↘670      | Якша                      |

Упразднённые населённые пункты:
- 1997 год — деревня Петрушино Митрофановского сельсовета[28].
- 2008 год — деревня Антон
- 2014 год — посёлок Речной.

## Экономика
Троицко-Печорский район играет важную роль в экономике лесного комплекса Республики Коми. Лидируя по общей площади земель в лесном фонде (11,3 % от общей площади) субъекта федерации, он имеет нерешённый комплекс инфраструктурных проблем и отличается низкими объёмами заготовки и переработки древесины. Основной центр переработки древесины — Троицко-Печорск.

## Достопримечательности
Район известен самым крупным в Европе Печоро-Илычским биосферным заповедником, площадь которого составляет 721,3 тыс. га (1,7 % территории республики). Заповедник был основан в междуречье Печоры и Илыча в 1930 году. На территории заповедника сохранились большие массивы девственных лесов. Почти 20 % всей флоры заповедника составляют редкие виды растений, нуждающиеся в особой охране. Среди них — кустарники, грибы, мхи, лишайники. Здесь зарегистрировано 49 видов млекопитающих и 230 видов птиц. Печоро-Илычский биосферный заповедник включён в список наследия ЮНЕСКО в 1995 году. Главная задача — сохранение на заповедной территории естественного мира природы, восстановление первоначальной численности промысловых зверей, изучение флоры и фауны.
На территории заповедника находится геологический памятник Столбы выветривания (Маньпупунёр).
Среди достопримечательностей района следует упомянуть о первой в мире опытной лосеферме, созданной в 1949 году в посёлке Якша. Десятилетиями российские учёные занимались здесь экспериментами по приручению лося. Опыт, полученный учёными заповедника, признан не только в нашей стране, но и за рубежом.
На территории района обнаружены 89 стоянок первобытных людей, в том числе Медвежья и Уньинская пещеры, геологический памятник «Скала Лек-из», другие памятники природы.
8 августа 2018 года был обнаружен археологический памятник расположенный на территории поселения Мартюшевское II Троицко-Печорского района Коми. По данным археологов, на этом месте располагалась древняя мастерская, где изготавливались каменные орудия труда, оружие и украшения.
Канинская пещера, расположенная близ мыса Канин Нос около устья реки Большая Шайтановка (верховья Печоры), являлась святилищем эпох бронзы, раннего железа и средневековья.